# Allen Stack
Allen McIntyre Stack (New Haven, 23 de janeiro de 1928-Honolulu, 12 de setembro de 1999) é um ex-nadador norte-americano. Ganhador de uma medalha de ouro nos Jogos Olímpicos de Londres em 1948.
Em 1948, Allen Stack apagou dos livros o recorde mundial dos 200 metros costas pertencente a Adolph Kiefer, que já durava 12 anos. Na carreira, Stack bateu seis recordes mundiais, obteve 10 títulos da AAU, e ganhou 2 ouros nos Jogos Pan-Americanos de 1951  - 100 metros costas e 3×100 metros medley (com Bowen Stassforth e Dick Cleveland). Depois de Yale, ele entrou na Columbia Law School e depois exerceu o Direito em Honolulu.